# 靉光
靉光（1907年6月24日—1946年1月19日），本名石村日郎，是一位日本超现实主义艺术家和畫家。

## 生平
石村日郎生於廣島山縣郡壬生町，后来移居大阪並且更名靉川光郎。之後又移居東京。 1938年，靉光創作了作品《眼のある風景》，該作品目前收藏于東京國立近代美術館。
1944年，靉光從軍並且隨軍前往中国大陆戰場。1946年1月19日，靉光因阿米巴痢疾和瘧疾在上海郊区去世。